# Milton Flores
Milton Javier Flores Miranda (La Lima, 5 dicembre 1974 – San Pedro Sula, 19 gennaio 2003) è stato un calciatore honduregno, di ruolo portiere.